# Chi Chi LaRue
Chi Chi LaRue (8. listopadu 1959 Hibbing), vlastním jménem Larry David Paciotti, je velmi žádaný režisér homosexuálních a bisexuálních filmů. Občas režíruje pod pseudonymy David Lawrence či Taylor Hudson. Protože vystupuje jako drag queen, někdy je o něm referováno jako o ní. Kromě režie filmů, které jsou charakteristické, úzce profilované a snadno rozpoznatelné konzumenty, se věnuje také pořádání večírků a předávání cen. Od roku 2003 se zaměřuje také na heterosexuální erotické filmy. Má podíly ve firmách na výrobu erotických pomůcek, jako jsou dilda, vibrátory, kalendáře apod. LaRue se velmi angažuje v kampani za bezpečný sex a je samozřejmostí, že v jeho filmech jsou povinně používány kondomy. Mezi herce, kterým pomohl ke kariéře v pornobranži patří Brent Everett či Michael Brandon.